# Elezioni parlamentari in Polonia del 1919
Le elezioni parlamentari in Polonia del 1919 si tennero il 26 gennaio e furono le prime elezioni tenutesi nella Seconda Repubblica di Polonia. Le elezioni, a suffragio universale e rappresentanza proporzionale, produssero un Sejm (Parlamento) bilanciato tra Destra, Sinistra e Centro (furono però boicottate dai comunisti). Tra i primi compiti del nuovo Sejm vi era quello della creazione della nuova Costituzione: la Piccola Costituzione del 1919 fu votata dieci giorni dopo la prima riunione, il 20 febbraio 1919. Nel 1921 fu introdotta una Costituzione più estesa ma anche più controversa (sostenuta dalla destra ma rigettata dalla sinistra), la Costituzione Polacca di Marzo.

## Storia
L'organizzazione delle elezioni polacche anche all'interno dei territori della Slesia di Cieszyn provvisoriamente spartiti tra Polonia e Cecoslovacchia fu causa di diverse contese tra i due stati. I cechi obiettarono che le elezioni non si sarebbero dovute svolgere nell'area contesa, dato che la delimitazione delle aree era solo provvisoria e nessun dominio avrebbe dovuto essere esercitato in nessuna delle parti della Slesia di Cieszyn. La richiesta ceca fu rigettata dai polacchi e, a seguito di ciò, i cechi decisero di risolvere la questione con la forza. Le unità ceche, guidate dal colonnello Josef Šnejdárek e le unità polacche, comandate dal generale Franciszek Latinik, si scontrarono dopo l'avanzata ceca presso Skoczów, dove si tenne una battaglia tra il 28 ed il 30 gennaio. Il combattimento non ebbe conseguenze, e prima che le forze ceche potessero riprendere l'attacco sulla città, furono invitate dalla Triplice intesa a fermare le operazioni. Il cessate il fuoco fu firmato il 3 febbraio.
In questo clima teso, si decise di tenere un plebiscito all'interno dell'area, chiedendo alla popolazione a quale nazione il territorio avrebbe dovuto essere annesso. I commissari del plebiscito arrivarono alla fine di gennaio del 1920, e dopo aver analizzato la situazione, dichiararono lo stato di emergenza nel territorio il 19 maggio 1920. La situazione rimane molto tesa: intimidazioni, atti di terrorismo, violenze e omicidi colpirono l'area. Il plebiscito non poteva tenersi in un'atmosfera così tesa, pertanto il 10 luglio entrambe le parti rinunciarono all'idea del plebiscito e incaricarono la Conferenza di Spa della decisione. Alla fine, il 58,1% dell'area della Slesia di Cieszyn, contenente il 67,9% della popolazione, fu unita alla Cecoslovacchia il 28 luglio 1920, per decisione della Conferenza. Questa decisione divide una regione storicamente unita, lasciando una considerevole minoranza polacca all'interno della Cecoslovacchia, e nella pratica creò Zaolzie, la parte orientale della parte ceca della Slesia di Cieszyn. Zaolzie letteralmente significa "la terra oltre il fiume Olza" (guardando dalla Polonia). La divisione del 1920 ebbe un impatto immediato sulla vita della regione: molte famiglie furono divise dal nuovo confine; diversi comuni furono divisi tra i due stati, come Cieszyn (PL) / Český Těšín (CS), Leszna Górna (PL) / Horní Líštná (CS), e Marklowice Górne (PL) / Dolní Marklovice (CS), per citarne solo alcuni.

## Risultati
| Liste                                         | Voti      | %     | Seggi |
| --------------------------------------------- | --------- | ----- | ----- |
| Unione Popolare Nazionale (ZLN)               | 1 616 157 | 28,96 | 140   |
| Partito Popolare Polacco "Wyzwolenie" (PSL-W) | 839 914   | 15,05 | 59    |
| Consiglio Nazionale Ebraico (ZRN)             | 602 927   | 10,80 | 11    |
| Partito Socialista Polacco (PPS)              | 515 062   | 9,23  | 35    |
| Partito Popolare Polacco "Piast" (PSL-P)      | 467 382   | 8,37  | 46    |
| Partito Polacco Unito (PZL)                   | 212 097   | 3,80  | 35    |
| Partito Popolare Polacco "Lewica" (PSL-L)     | 197 838   | 3,54  | 12    |
| Partito Popolare Cattolico (SKL)              | 102 292   | 1,83  | 18    |
| Liste tedesche (LN)                           | 96 677    | 1,73  | 2     |
| Unione Nazionale Operaia (NZR)                | 67 285    | 1,21  | 32    |
| Liste indipendenti (I)                        | 863 349   | 15,47 | 4     |
| Totale                                        | 5 580 980 | 100   | 394   |